# Agios Geórgios Argyrádon
Agios Geórgios Argyrádon (Agios Georgios Argyradon) är en ort i Grekland.   Den ligger i prefekturen Nomós Kerkýras och regionen Joniska öarna, i den västra delen av landet, 400 km väster om huvudstaden Aten. Agios Geórgios Argyrádon ligger 7 meter över havet och antalet invånare är 503. Den ligger på ön Korfu.
Terrängen runt Agios Geórgios Argyrádon är platt österut, men åt nordväst är den kuperad. Havet är nära Agios Geórgios Argyrádon söderut.  Närmaste större samhälle är Lefkímmi, 10,5 km öster om Agios Geórgios Argyrádon. 